# 列索戈尔斯克 (伊尔库茨克州)
列索戈尔斯克（羅馬化：Lesogorsk），旧称列宁斯基（Ленинский），是俄罗斯伊尔库茨克州的工人村（市级镇），属春斯基区，位于丘纳河（乌达河）畔，在区行政中心春斯基西偏南、州府伊尔库茨克西北方。
该地2021年人口有4,581人；2010年人口5,511；2002年人口5,964；1989年人口8,841。